# Düsseldorfer Löwe

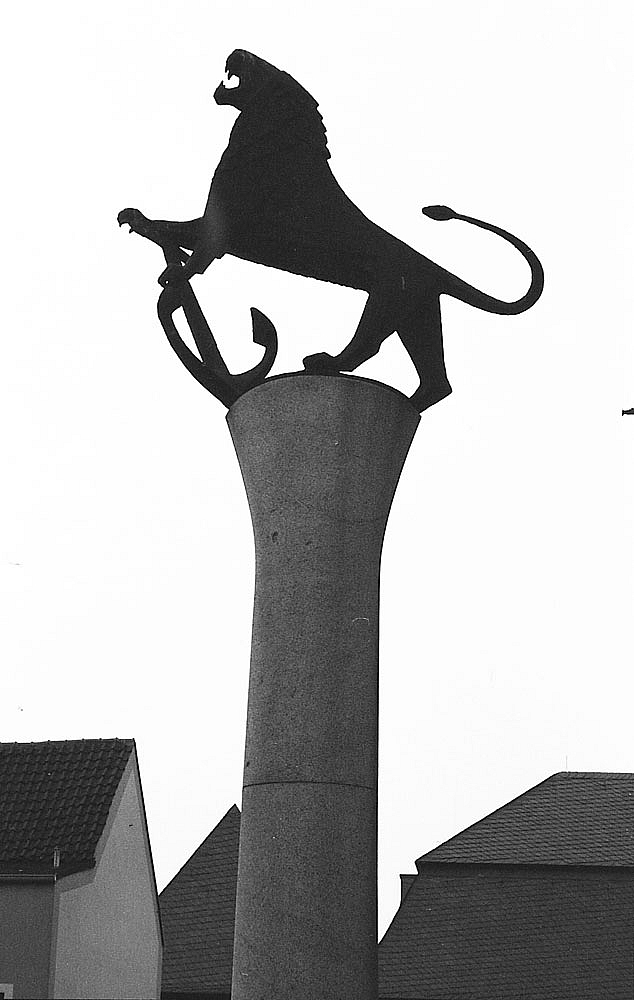
Düsseldorfer Löwe, 1975 fotografiert von Willy Pragher

Der Düsseldorfer Löwe ist eine Plastik von Hans Breker auf der Terrasse an der Westseite des ehemaligen Verwaltungsgebäudes Marktplatz 6 in Düsseldorf. Sie entstand in den Jahren 1955/1956 und besteht aus einer etwa acht Meter hohen Granitsäule, auf der sich als Symbol des Düsseldorfer Stadtwappens ein Löwe aus Bronze auf einem Anker brüllend aufrichtet.

## Geschichte
Als sich im August 1955 der Bau des Verwaltungsgebäudes Marktplatz 6 (Alte Kämmerei) als Erweiterung des Rathauskomplexes nach Plänen des Düsseldorfer Hochbauamtsleiters Julius Schulte-Frohlinde im zweiten Bauabschnitt befand, wurde ein künstlerischer Wettbewerb für Bildhauerarbeiten ausgeschrieben, um Entwürfe für Bauplastiken zu finden, die den Verwaltungsbau im Stil der Heimatschutzarchitektur der 1950er Jahre schmücken sollten. Die darin zum Ausdruck kommende traditionelle Architekturauffassung Schulte-Frohlindes und sein Werdegang im NS-Staat hatten bereits in den frühen 1950er Jahren den Düsseldorfer Architektenstreit angeheizt.
Nach dem Ausschreibungstext sollten „Vorschläge gemacht werden für eine Säule mit Düsseldorfer Stadtwappen insgesamt ca. 10 m hoch für die Terrasse auf der Westseite des Neubaues.“ Der Text sah vor, dass der Löwe mit Anker aus Bronze hergestellt werden sollte, die Säule als rechteckiger Pfeiler in Werkstein oder kupferverkleidet in Beton. An dem folgenden Wettbewerb nahmen fünf Bildhauer teil: Hans Breker unter seinem Pseudonym Hans van Breek, Joseph Enseling und Rudolf Zieseniss (alle drei aus Düsseldorf), Ludwig Gies (aus Köln-Ehrenfeld) und Paul Wynand (aus Berlin-Wannsee). Am 8. November 1955 tagte unter dem Vorsitz von Schulte-Frohlinde die Jury, der auch der Bildhauer Willy Meller angehörte, und kürte den Entwurf von Breker zum Sieger.
Brekers Entwurf zeigt den Düsseldorfer Löwen auf einer konischen Säule als diagonal aufstrebende Figur: Mit den vorderen Pranken auf den Anker gestützt richtet sich der Löwe auf seinen Hinterläufen brüllend auf. Nach Brekers Gipsmodell schuf Hermann Isenmann, künstlerisch-technischer Leiter der Gipswerkstatt der Kunstakademie Düsseldorf, in seinem Atelier die Fassung für den Bronzeguss.
Als die fertiggestellte Plastik 1956 der Öffentlichkeit präsentiert wurde, kritisierten in der Presse einige Bürger, allen voran Vertreter aus den Düsseldorfer Heimatvereinen, dass der Figur der für den Bergischen Löwen signifikante Doppelschweif fehle. Breker erwiderte, dass er dies nicht gewusst habe und von der Stadt während der gesamten Entwurfsphase auch nicht darauf hingewiesen worden sei. Wäre der Doppelschweif eine Vorgabe gewesen, hätte er aus künstlerischen Gründen eine ganz andere Komposition für die Figur des Löwen finden müssen. Bald darauf legte sich die Kritik an den heraldischen Mängeln des Löwen, wozu auch das Fehlen einer Krone gehört.

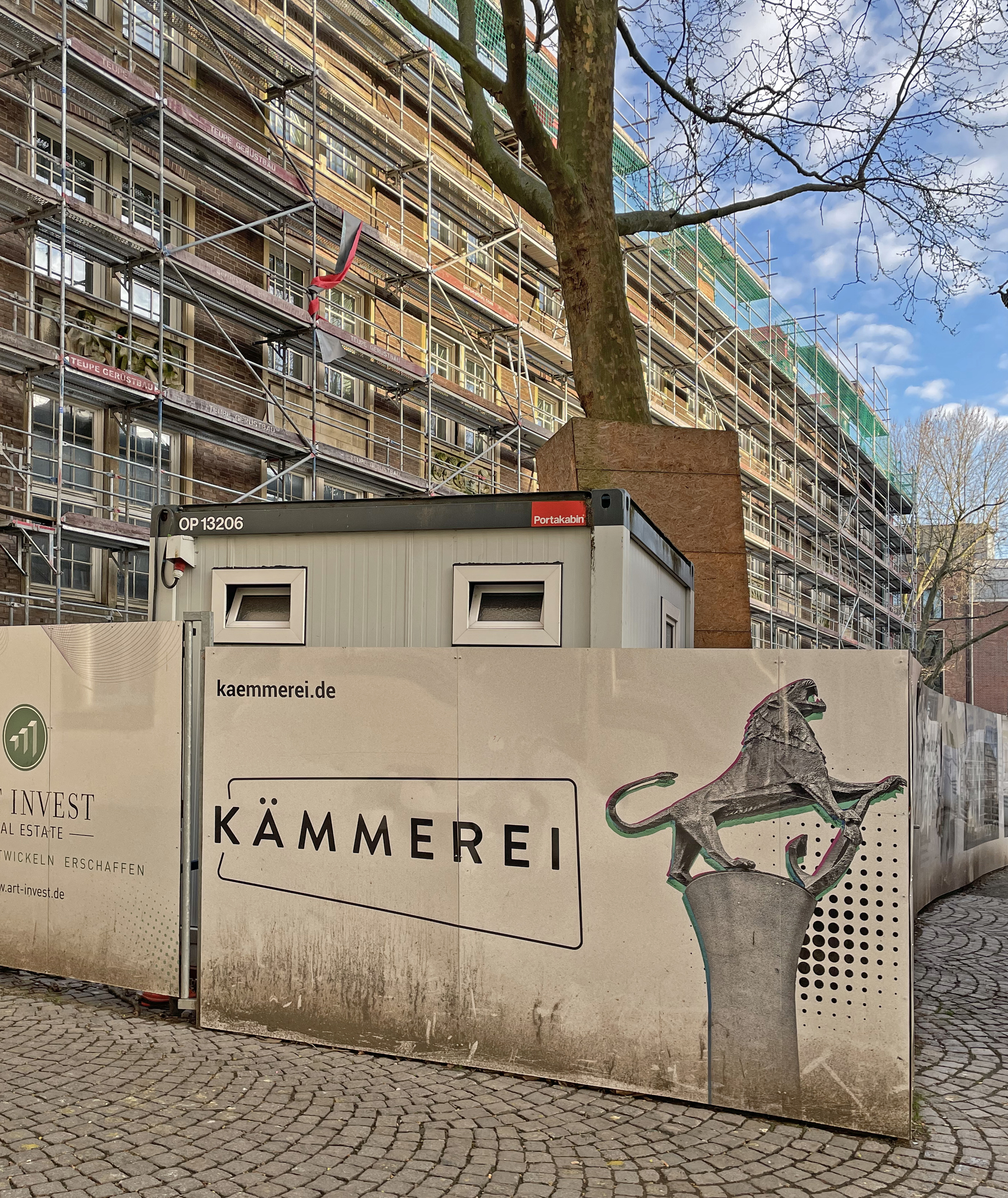
Düsseldorfer Löwe auf dem Bauzaun, 2024

Wegen des Umbaus der nebenliegenden Alten Kämmerei wurde die Säule mit dem Löwen 2023 vorerst entfernt.